# Сапатиська Армія Національного Визволення

Прапор САНВ

Сапатиська Армія Національного Визволення (ісп. Ejército Zapatista de Liberación Nacional,EZLN) — національно-визвольний рух в  Мексиці.
Назва руху походить від імені генерала  Еміліано Сапати — героя мексиканської революції 1910—1920 років. Соціальна опора руху — бідні індіанці- селяни. Сапатисти вимагають конституційного закріплення прав корінних народів Мексики, виступають проти проведення  неоліберальних реформ в Латинській Америці, ратифікації договору НАФТА, прийняття законів, які дозволяють купівлю-продаж селянських общинних земель. Гасло сапатистів: «Демократія! Свобода! Справедливість!»

## Історія

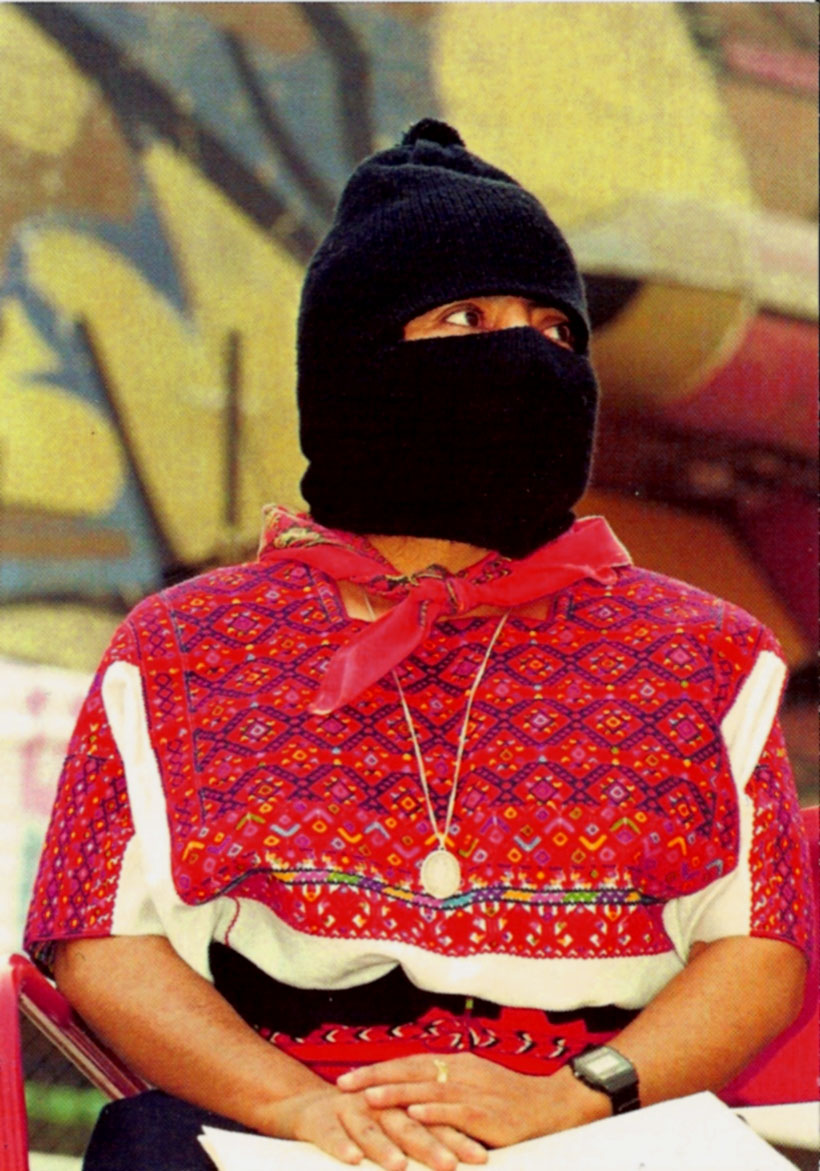
Команданте Рамона

Сапатистська армія національного визволення була утворена 17 листопада 1983 року   нечисленною групою політичних активістів з різних організацій, які дотримувалися революційних теорій Че Гевари. Деякий час по тому САНВ вступила в контакт з індіанськими самоврядними громадами, які звернулися до партизанів з проханням взяти на себе функції  їхнього захисту від нападів «білих гвардій» латифундистів і навчити їх військової справи в обмін на харчування та забезпечення товарами першої необхідності. Одним із засновників партизанського вогнища був Сесар Яньес, «обличчям» САНВ стає субкоманданте Маркос, а символом жіночого крила організації — команданте Рамона. До 1992 році чисельність регулярних сил Сапатиської армії зростає до кількох тисяч бійців.
1 січня 1994 року починається збройне повстання сапатистів. Їхні загони без єдиного пострілу займають сім муніципальних центрів штату Чіапас. Уже 2 січня, однак, сапатисти відходять в гори під натиском федеральних військ, авіація починає бомбардування сельви. На вулиці Мехіко та інших міст країни стихійно виходять сотні тисяч людей, вимагаючи від уряду припинення бійні і початку переговорів.
В 1995 році проходять тривалі переговори з владою. Підписані САНВ і федеральним урядом «Сан-Андресські угоди», що передбачають зміну конституції Мексики і визнання в ній прав і культури індіанських народів, а також права на автономію та самоврядування індіанських громад і населяють ними територій, так і залишилися на папері, і їх існування просто ігнорується нинішніми владою.
1 січня 1996 року створено Сапатиський фронт національного визволення — загальнонаціональна громадська організація, яка виступає з тими ж вимогами, що і САНВ, але легально і без зброї. У 1996—2005 роках сапатисти проводять численні «консультації» з громадянським суспільством Мексики і ненасильницькі акції тиску на уряд з метою виконання Сан-Андресських угод.
На початку 2006 року починається марш сапатистів по всіх 32 регіонах країни. Акція проводиться в рамках «Іншої кампанії», яка, на думку сапатистів, повинна дати мексиканцям відмінну від запропонованої офіційними партіями альтернативу розвитку країни.

## Символіка сапатистів
- Прапор: червона «комуністична» зірка в центрі чорного «анархічного» полотнища.
- Характерні атрибути сапатистів — чорні маски і червоні шийні хустки.